# Kōnstantinos Tsatsos
Kōnstantinos Tsatsos (in greco Κωνσταντίνος Τσάτσος?; Atene, 1º luglio 1899 – Atene, 8 ottobre 1987) è stato un politico greco.
È stato Presidente della Repubblica Ellenica dal 20 luglio 1975 al 15 maggio 1980.

## Biografia
Dopo la laurea in Giurisprudenza all'Università nazionale capodistriana di Atene nel 1918, entra al corpo diplomatico. Dal 1924 al 1928 completa il dottorato di ricerca a Heidelberg, nella Repubblica di Weimar, per poi tornare in Grecia dove nel 1933 diventa docente di filosofia del diritto. 
Nel 1940 viene arrestato come oppositore politico dal regime di Ioannis Metaxas e, in seguito all'invasione italiana, si unisce alla Resistenza greca, per poi espatriare e raggiungere il governo greco in esilio in Egitto.
Dopo la liberazione del paese dall'Asse, torna in Grecia e diventa ministro per la prima volta dall'8 aprile all'11 agosto 1945 agli Interni nel gabinetto del viceammiraglio Petros Voulgaris. Nel 1946 decide di dedicarsi solo alla politica e si dimette dal suo incarico presso l'Università di Atene, diventando membro del Partito Liberale. Dopo la formazione dell'Unione Radicale Nazionale da parte di Konstantinos Karamanlis, nel 1955 diventa membro del partito e uno dei colleghi più stretti di Karamanlis, sebbene, ideologicamente, sia un centrista liberale e non un conservatore. Viene eletto deputato del Parlamento greco e occupa varie posizioni ministeriali, specie come ministro della Pubblica amministrazione durante i governi di Karamanlis dal 1955 al 1963, fino all'avvento della dittatura dei Colonnelli nel 1967.
Dopo la Metapolitefsi del 1974, viene nuovamente eletto deputato al Parlamento ellenico e diventa ministro della Cultura nel governo di Karamanlis e il 20 luglio 1975 viene eletto dal Parlamento come presidente della Repubblica dopo essere stato suggerito proprio dall'amico Karamanlis, restando in carica per un mandato quinquennale come prevede la nuova carta costituzionale greca. In seguito, si ritira dalla vita politica. 
Muore ad Atene l'8 ottobre 1987 ed è sepolto nel Primo Cimitero di Atene. 

## Le opere
Konstantinos Tsatsos è stato docente di filosofia del diritto dal 1933 al 1946, quando è entrato ufficialmente in politica. Dal 1962 è diventato membro dell'Accademia di Atene. Le sue opere scientifiche comprendono la teoria giuridica, rassegne di filosofia e storia, nonché opere letterarie, poesie, saggi e traduzioni di classici greci e romani antichi. Nel 1974 ha presieduto la commissione parlamentare che ha presentato la prima bozza della nuova Costituzione repubblicana.